# Hydnora visseri
Hydnora visseri (лат.) — вид растений рода Гиднора (Hydnora) семейства Гидноровые (Hydnoraceae). Это паразитическое растение полностью зависит от растения-хозяина в получении фиксированного углерода. Из-за отсутствия хлорофилла оно не имеет зелёной окраски и часто отличается необычной, яркой пигментацией. Относится к растениям со зловонными цветками.
Вид был описан из юго-западной части Намибии и северо-западной Южной Африки. Hydnora visseri выделяется среди других представителей рода самыми длинными долями околоцветника. Род Hydnora включает исключительно корнепаразитические растения и встречается только в Африке и юго-западной Азии.

## Название
Родовое название Hydnora происходит от древнегреческого слова ὕδνον — «трюфель», что связано с внешним видом подземного вегетативного тела.
Видовой эпитет visseri дан в честь профессора Иоганна Х. Виссера (1931–1990) из Стелленбосского университета, автора работы «Паразитические цветковые растения Южной Африки».

## Ботаническое описание
Как голопаразит, Hydnora visseri не содержит хлорофилла и полностью зависит от своих хозяев — Euphorbia gregaria или Euphorbia gummifera — в получении воды и питательных веществ. Растение не имеет листьев и корней. Его вегетативное тело представляет собой коричневое бородавчатое корневище, распространяющееся в почве. Участки корневища могут развиваться в гаустории (специализированные структуры для проникновения в ткани хозяина), цветочные почки или ветвления. При разрыве корневища имеют красноватый или розоватый оттенок и содержат высокую концентрацию танинов.
Единственная часть растения, выходящая на поверхность почвы, — это крупный мясистый цветок. Опыление происходит с помощью жуков-кожеедов, которых растение временно удерживает внутри цветка на несколько дней, после чего отпускает, покрытых пыльцой. Плод представляет собой крупную ягоду, содержащую тысячи мелких (менее 1 мм в диаметре) семян, обычно частично зарытую в почву или расположенную на её поверхности.

## Таксономия
Hydnora visseri Bolin, E.Maass & Musselman“, первое упоминание в Syst. Bot. 36: 255 (2011).